# 莫米爾
莫米爾是哥倫比亞的城鎮，位於該國西北部，由科爾多瓦省負責管轄，距離首府蒙特里亞78公里，始建於1776年，面積152平方公里，海拔高度9米，2005年人口14,160。

## 外部連結
- （西班牙文） Momil official website

9°14′N 75°41′W / 9.233°N 75.683°W